# Schellensee

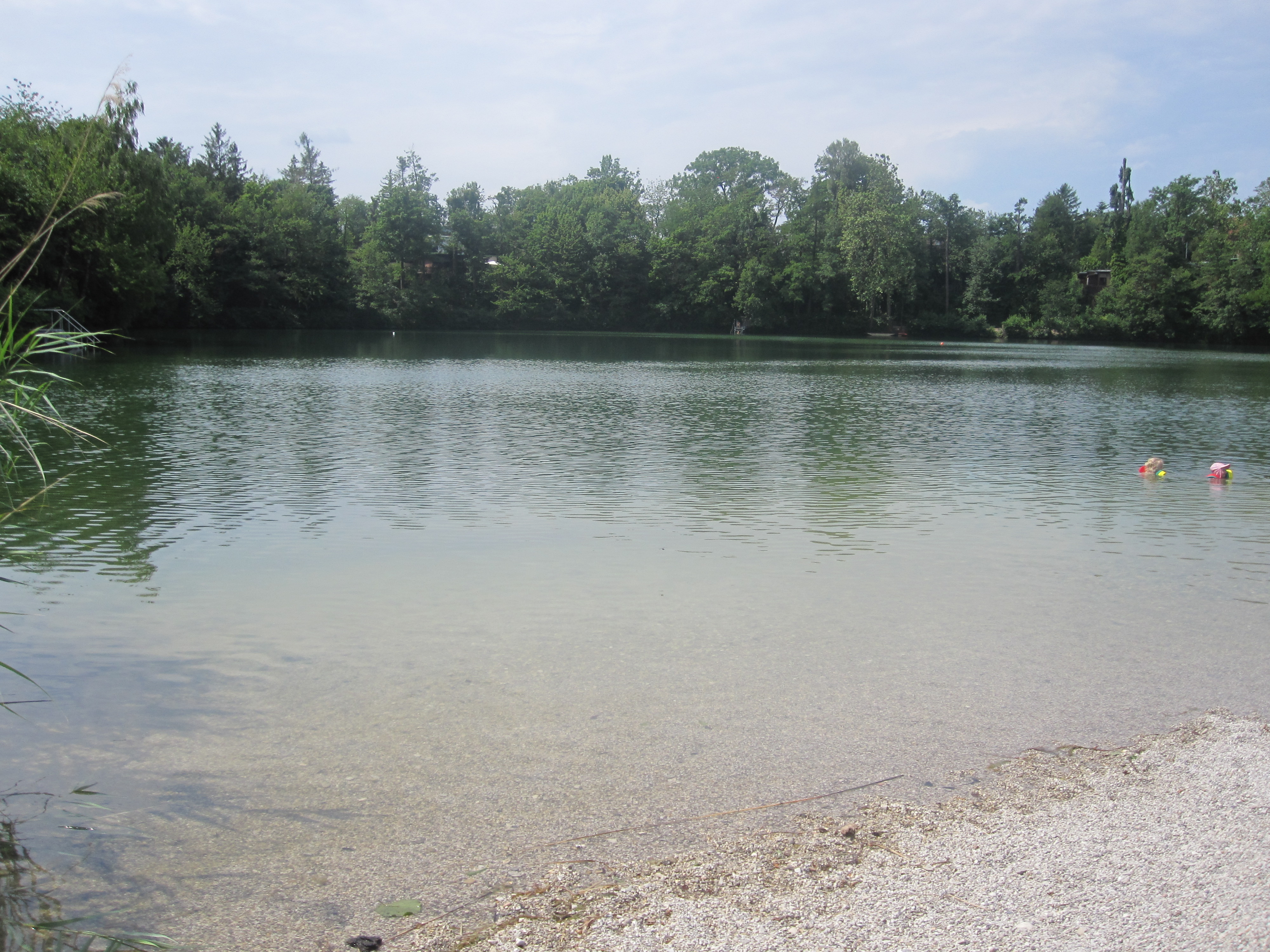
Schellensee (2017)

Der Schellensee ist ein nicht öffentlich zugänglicher Teich in Siebenhirten im Wiener Gemeindebezirk Liesing.

## Lage

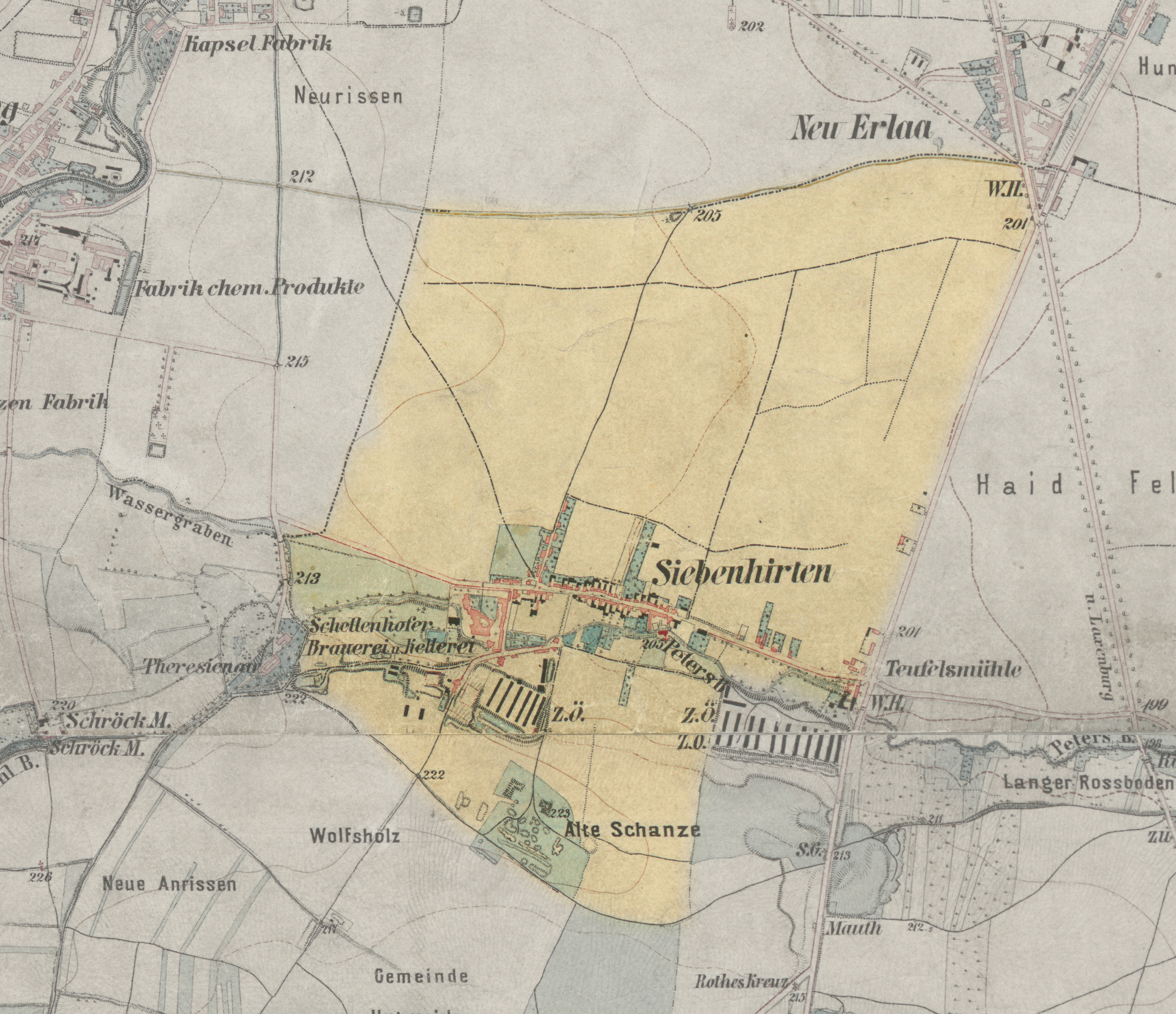
Der Ziegelteich Schellensee nördlich der Alten Schanzen (1873)

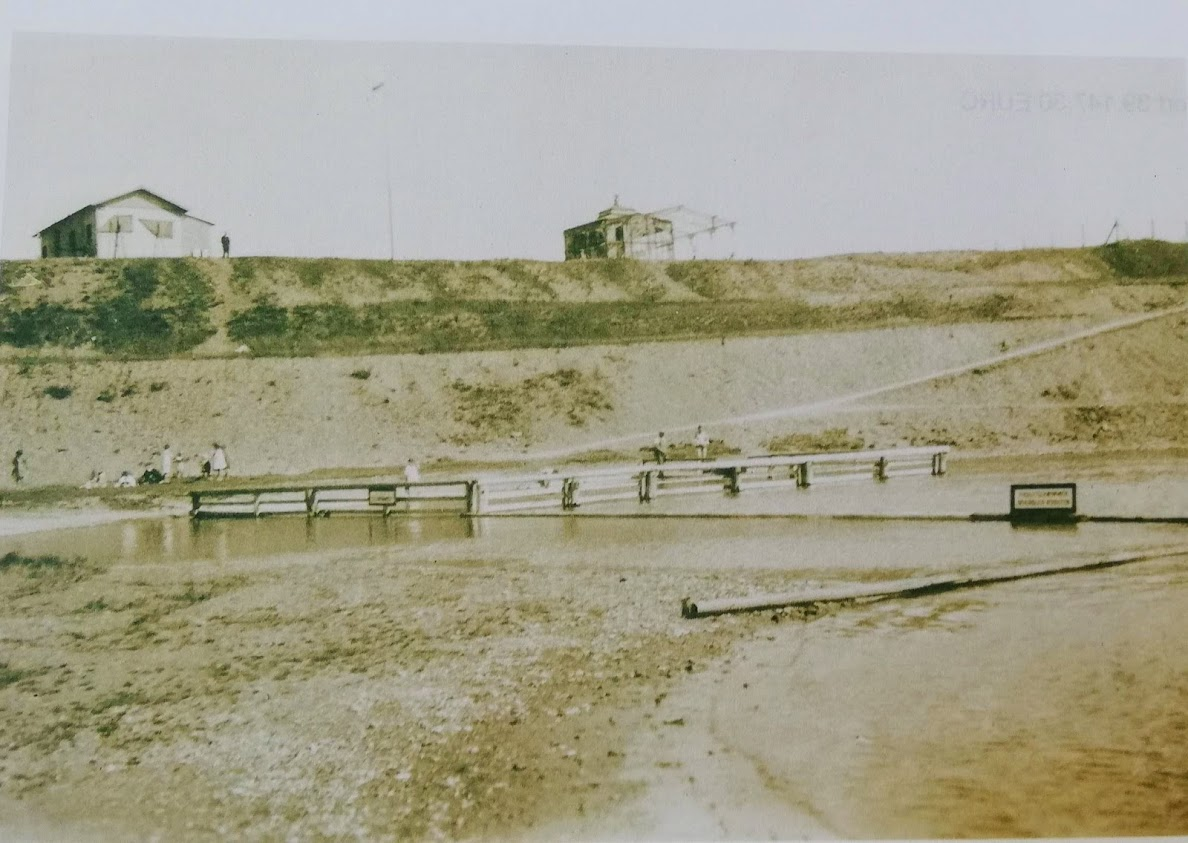
Ziegelteich Schellensee ca. 1900

Der Schellensee liegt im Südosten von Wien in Siebenhirten, Liesing. Er wird eingegrenzt vom Kellerberg und Kellerberggasse im Westen, Auf der Schanz im Süden, der Schellenseegasse im Osten und der Varonnegasse im Norden. Der See hat eine Größe von ca. 20 000 m², das abgegrenzte Areal ca. 60 000 m².
Der See ist in Privatbesitz und nicht öffentlich zugänglich.

## Geschichte

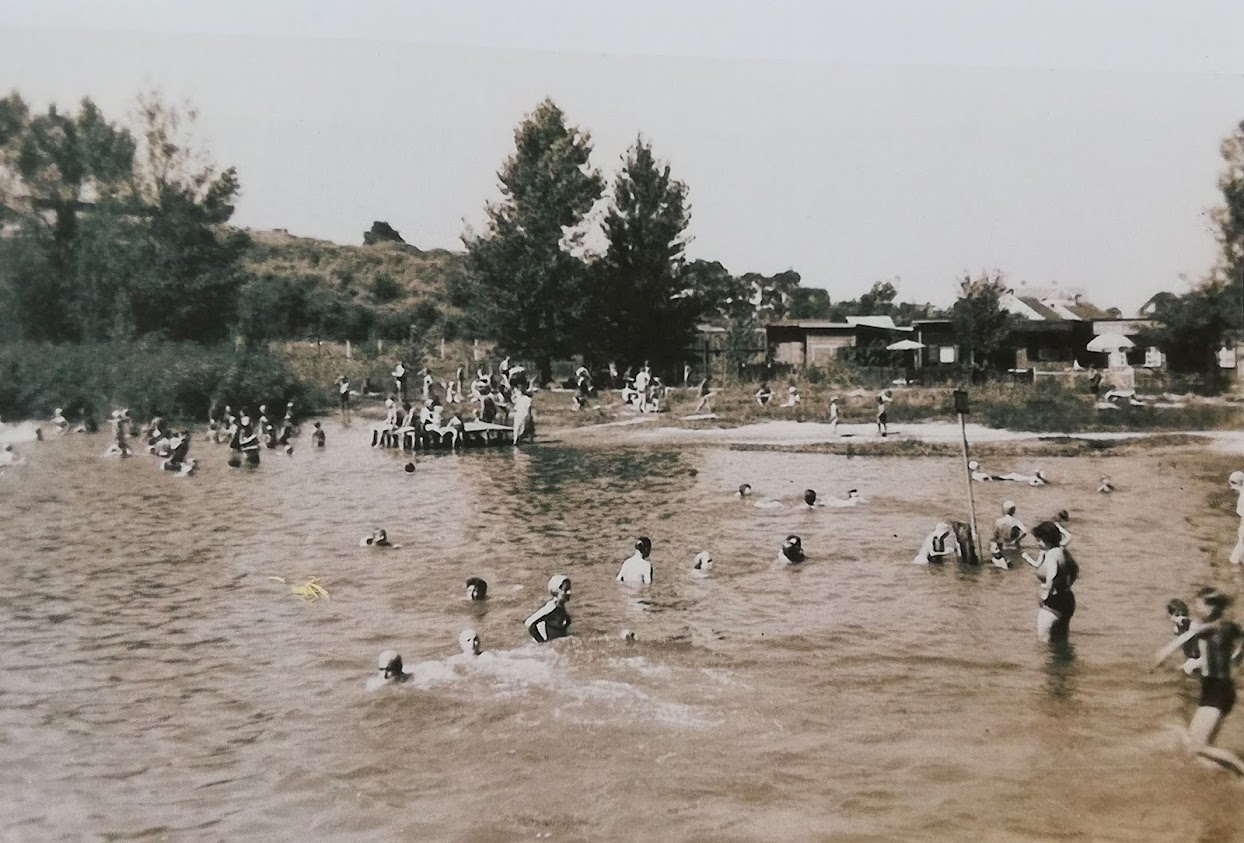
Strandbad Schellensee ca. 1930

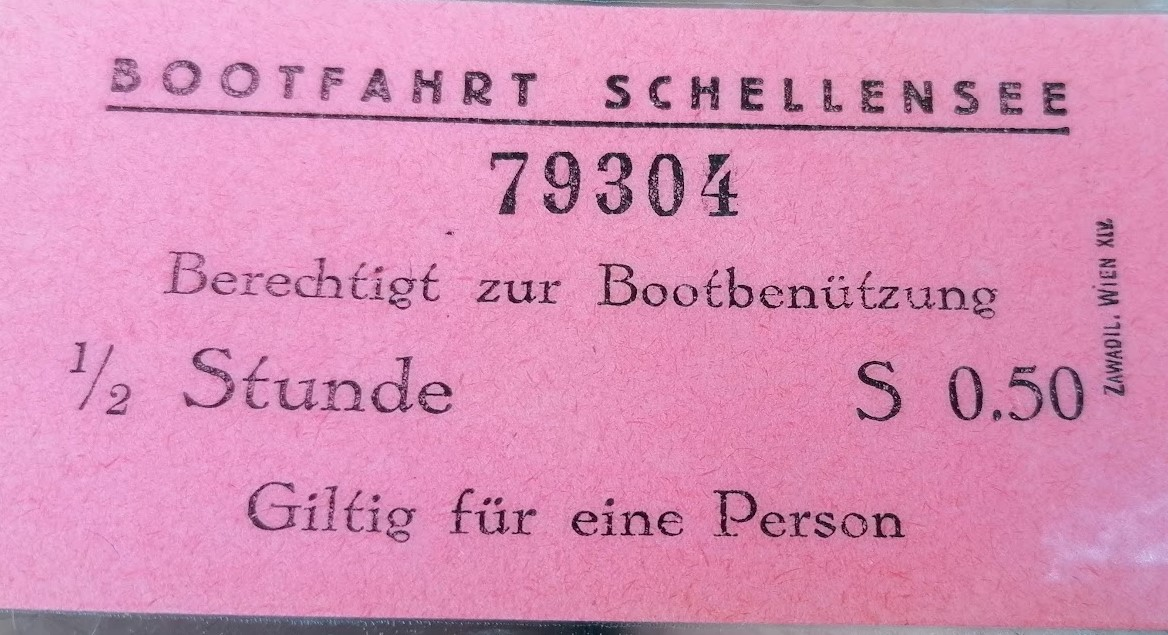
Fahrkarte für eine Bootsfahrt am Schellensee

Der Schellensee ist ein ehemaliger Ziegelteich. Ursprünglich gehörte der Ziegelteich zum Gräflich Strachwitz´schem Ziegelwerk Schellenhof (Inh. Graf Moritz Strachwitz). Laut eines Berichtes der Zeitschrift Der Reporter. Wochenschrift für Handel, Industrie aus dem Jahr 1873 handelte es sich um eine heruntergekommene Ziegelei. Die Firma der Strachwitzer Ziegelwerke Schellenhof wurde 1896 aufgelöst. Die Ziegelei übernahm Ferdinand Schindler. Aus dieser Zeit stammt auch das Ziegelzeichen „Ziegelwerk Schellenhof“. Schindler verkaufte das Ziegelwerk im Jahr 1929 für 360.000 Kronen an die Wiener Ziegelwerke.
Um 1905 arbeitete der Vater von Johnny Weissmüller (später berühmt als Tarzan Darsteller) im Ziegelwerk Siebenhirten vor deren Weiterreise nach Amerika.
Um 1915 wurde der Ziegelteich vom steigenden Grundwasser geflutet. Laut historischen Zeitungsberichten versanken im Zuge „eine Dampfwalze“ und ein „schmuckes Haus“. In Folge wurde der See als Eisteich für die Brauerei Schellenhof verwendet. Dafür wurden aus dem Schellensee Eisblöcke geschnitten um das Bier in den Kellern der Brauerei zu kühlen.
Nachdem die Brauerei Schellenhof 1926 geschlossen worden war, übernahm 1930 der Rechtsanwalt und ehemalige Wiener Gemeinderat Oswald Glasauer das Areal. Laut Zeitungsbericht vom Juni 1930 wurde in der Verlängerung der Ferdinand Schindlergasse (seit 1957 Schellenseegasse) „auf dem Plateau eine Hügels ein neuwertiges Kabinenhaus und der alte Kaffeekiosk vom Graben“ errichtet. Weiters wurden über 60,000 Bäume gepflanzt, ein Badestrand mit „Korb“ und abgegrenzten Bereich für Nichtschwimmer eingerichtet und Badehütten gebaut. Im März 1930 wurde das Areal als Strandbad Schellensee behördlich konzessioniert. Die Eröffnung fand am 8. Juni 1930 statt. Der Wochenendeintritt betrug damals 70 Groschen und während der Woche 20 Groschen. Neben dem Badesport zählte auch das Rudern (Kahnfahrten) zu den Aktivitäten. Diese kosteten 50 Groschen pro halbe Stunde.
Es wurden zudem verschiedene Wettbewerbe und Feste veranstaltet, so zum Beispiel im August 1930 ein Schwimmwettbewerb der „Arbeiterturner“ vor 1000 Zuschauern. Im Juli und August 1932 fand der Fotowettbewerb „Badeleben im Strandbad Schellensee“ der Zeitschrift Kamera Kunst und im August 1933 ein Badefest unter der Leitung von Bobby Robert und Donald O’Brien und der künstlerischer Gestaltung von Thomas Peter statt. Ein Werbeschwimmen des Österreichischen Vaterländischen Sportklubs wurde im August 1934 ausgetragen und im Jahr 1937 ein Fotowettbewerb zum Thema „Schellensee“ veranstaltet. Im August 1938 fand ein Strandfest mit „verschiedenen Schönheitskonkurrenzen“ und Strandkabarett statt.
Im Oktober 1932 wurden in einem Zeitungsinserat Parzellen am Schellensee ab 1.50 Schilling pro Quadratmeter angeboten. In einem Inserat im Allgemeines Illustriertes Wochenend-Blatt vom Juni 1934 versprach man jedem 5000. Besucher ein „Wochenendhaus“ am Bad Schellensee. Laut Pharmazeutische Post aus dem Jahr 1934 wurde der Schellensee aufgrund des sauberen und natürlich gefilterten Wassers auch ärztlich empfohlen.
Gegen Ende des Zweiten Weltkriegs zerstören schwere Bombenangriffe im Mai und August 1944 unter anderem den am Schellensee angrenzenden Luftschutzkeller unter dem Kellerberg. Laut Zeitzeugen schlugen Bomben auch in den See ein. Am 15. April 1949 wurde das Bad Schellensee, gemeinsam mit vielen anderen Wiener Privatbädern wieder eröffnet. Am 4. Juni 1950 wurde das „Wasserfahrrad“ vom Erfinder vorgeführt.
Bis heute befindet sich das Areal im Privatbesitz und die Badehütten werden verpachtet.

## Todesfälle im Schellensee
Im Schellensee ertrank im Jahr 1943 der Hilfsarbeiter Jaroslav Zmunda beim Wildbaden und im Jahr 1948 der Taxifahrer und Nichtschwimmer Pretsch-Lerchenhort.

## Schellensee Fauna
1904 übergab Anton Schindler, Sohn des damaligen Ziegelgrubenbesitzers Ferdinand Schindler, seinem Professor Franz Toula, "ein Kieferstück mit spitzen, etwas hakig gekrümmten Zähnen". Der Fund stammte aus "der über 12 m hohen, fast vertikal abgearbeiteten Tegelwand in der seinem Vater gehörigen Ziegelgrube". Dieser Fund führte zu weiteren Ausgrabungen und lieferte die Basis für den Artikel "Über einen dem Thunfische verwandten Raubfisch der Congerienschichten der Wiener Bucht, (Pelamycybium [^Sphyraenodua"] sinus vindobonensis n. gen. et n. sp.)" von Franz Toula, veröffentlicht im Jahrbuch der Kaiserlich-königlichen Geologischen Reichsanstalt in 1905. Die Fundstücke befinden sich eventuell noch "...in der Sammlung der Lehrkanzel für Geologie an der k. k. technischen Hochschule in Wien, die übrigen Stücke im k. k. naturhistorischen Hofmuseum (Geologisch-paläontologische Abteilung)."
Laut dem Endbericht der MA22 zur Erhebung der Amphibienlaichgewässer in Wien 2015 und 2016 wurden die folgenden Amphibien festgestellt: Bombina variegata (Linnaeus, 1758), Ichthyosaura alpestris (Laurenti, 1768), Rana dalmatina Bonaparte, 1839, Rana temporaria Linnaeus, 1758, und Salamandra salamandra (Linnaeus, 1758).